# Dům na náměstí Republiky čp. 135
Dům na náměstí Republiky čp. 135 (č. orient. 21) je městský řadový dům situovaný v jižní frontě domů na náměstí Republiky v Plzni.

## Historie
Nejstarší prvky domu jsou renesanční, stavba zřejmě ale na parcele stála již dříve. Z historických majitelů lze jmenovat tiskaře knih Jana Fencla, který dům vlastnil v letech 1520–44, a Zigmunda Plzáka z Divokého Dolu, který byl majitelem v letech 1551–94. Zásadní renesanční úprava od italského stavitele Jana Merliana pochází právě z let 1551–94. Pavlač v domě je pak prvně zmiňována v roce 1713. Současná podoba domu je pravděpodobně dílem plzeňského architekta Šimona Michala Schella a pochází z období cca 1800–1810. Jednalo se o zvýšení na čtyřpodlažní budovu a úpravu v luisézním stylu. Funkce stavby tak byla změněna z rodinného obytného domu na dům činžovní. V roce 1866 pak bylo přistavěno nové dvorní křídlo budovy.
Od roku 1958 je budova chráněna jako kulturní památka.

## Architektura
Zděný řadový dům stojí na hluboké úzké parcele a má šestiosé průčelí orientované do náměstí. V ose přízemí je umístěn nápadný renesanční edikulový portál. Portál je zaklenutý polokruhovým obloukem a ve vrchu archivolty má konzolu, která nese drobnou kartuši s domovním znamením. Ve cviklech jsou umístěny kamenné lví hlavy s kruhy v tlamách. Portál je lemován edikulou z kanelovaných polosloupů nesoucích iónské kladí s rozvilinou ve vlysu. Portál v přízemí symetricky doplňují dva výkladce zaklenuté segmentovými oblouky. Přízemí domu je v omítce členěno pásováním, patra pak bosovanými svislými lizénovými pásy. Atikové patro je zakončeno mohutnou profilovanou římsou, nad ní se nachází balustráda a v jejím středu vikýř s obdélníkovým oknem a trojúhelníkovým štítkem.